# Gundelshausen (Kelheim)
Gundelshausen ist zusammen mit Lohstadt ein Gemeindeteil der Kreisstadt Kelheim des gleichnamigen Landkreises im Regierungsbezirk Niederbayern.

## Geographie
Das Dorf Gundelshausen liegt an der Donau im nordöstlichen Gebiet der Stadt.

## Vereine
- Freiwillige Feuerwehr Lohstadt-Gundelshausen e. V. gegründet 1898.[2]
- Gartenbauverein Kapfelberg & Umgebung e. V. gegründet 1952 aktiv in Gundelshausen, Poikam, Schultersdorf, Lohstadt, Herrnsaal und Lindach.[3]

## Veranstaltungen
- Dorffest mit Johannisfeuer

## Wirtschaft
- Spedition Fischer GmbH
- Gasthof Kellner GmbH
- Raiffeisenbank Sinzing Zweigstelle Gundelshausen

## Verkehr
In Gundelshausen liegt der Haltepunkt Gundelshausen an der Bahnstrecke Regensburg–Ingolstadt, der von Regionalzügen der agilis Eisenbahngesellschaft bedient wird.
Die Buslinie VLK 6038 der Regionalbus Ostbayern GmbH bedient den Bahnhof sowie die Ortsmitte.